# 唐在礼
唐在礼（1882年—1964年）字挚夫、执夫，江苏上海人。中华民国军事及政治人物。

## 生平
1898年，唐在礼通过了上海广方言馆的考试，被选派为官费生赴日本留学，后来于1901年10月入日本陆军士官学校成为该校首批中国留学生之一，在校期间学习应用火炮及工程科目，1904年毕业。1904年，唐在礼回国，投北洋大臣袁世凯手下，历任北洋督练公所教练处（总办为王士珍）参议、帮办、参谋处帮办。在河间秋操及彰德秋操中，唐在礼担任裁判官。
1906年，唐在礼调任山东陆军第五镇炮标标统。1908年，调任近畿督练公所教练处总办，赏给副参领。同年，唐在礼担任直隶涿州操演总参议，并观看了日本国家军事演习。1910年，唐在礼赴外蒙古库伦，任库伦兵备处总办（库伦办事大臣为三多）。
1911年，唐在礼回到北京，在袁世凯手下任参议。1912年中华民国成立后，唐在礼作为北方代表团成员，随团被袁世凯派去同中华民国南京临时政府方面展开南北议和，协商南北统一。南北统一后，1912年后期，唐在礼任中华民国临时大总统袁世凯的侍从武官。同年，获授陆军少将，获勋四位。1914年，任大总统府军事处副处长，1915年升任处长。1915年2月20日，暂兼参谋次长，1915年6月4日兼署参谋次长，1915年8月27日真除为参谋次长。1915年12月，唐在礼奉命代理参谋总长。1916年7月22日，唐在礼被免去参谋次长职务。此后，他在大总统府担任军事顾问。
1918年，唐在礼被派往欧洲，担任协约国军事会议中国代表。1919年初，唐在礼作为中国代表团的首席军事代表参加巴黎和会。此后他留在欧洲广泛游历，曾游历巴尔干以及中欧、南欧。在英国，他被英国国王乔治五世授以爵位（K. B. E.）。唐在礼曾经先后获得过法国军团荣誉勋章（French Legion d'Honneur, Commander）、比利时皇冠勋章（Belgian Order of Crown, Commander）、希腊二等勋章（Greek Order of the Second Class）。
1919年12月14日，唐在礼再次被任命为参谋次长，但未就任，而是以考察欧洲军事为名长期滞留国外，并几次恳请大总统免去其参谋次长职务，但未果。1920年夏，唐在礼回到中国。1920年7月20日，因唐在礼长期不就参谋次长职务，大总统要求他“迅就新任，毋得同辞”。直到8月9日， 唐在礼仍然“迭呈恳请辞职”，大总统只好准免其职务，改任蒋雁行为参谋次长。
卸任参谋次长之后，1920年，唐在礼获将军府授“裕威将军”。他还获得了二等宝光嘉禾章、二等文虎章。1922年1月，唐在礼出任蒙事委员会委员。
1923年5月6日临城劫车案发生后，列强要求中国加强铁路安全保卫工作。同年10月1日，交通部召开铁路警务会议，决定成立铁路警备事务处及教练所，任命交通部次长孙多钰为铁路警备事务处处长，王赓、梁上栋为副处长，聘曼德为教练所总教练，并规定“得用外人”担任视察及教练。1923年10月27日，大总统曹锟任命唐在礼为铁路警备事务督办，并扩大铁路警备事务处的事权。同年11月20日，曹锟下令将铁路警务处直属于国务院，派出正规军2个旅担任护路任务，紧急时可由唐在礼调遣指挥。
1927年，唐在礼退出军政界。1960年，唐在礼任上海市文史研究馆馆员。
1964年，唐在礼在上海逝世。